# Orrie Cather
Orrie Cather è un personaggio di fantasia nato dalla penna dello scrittore statunitense Rex Stout, che compare nelle opere della serie di Nero Wolfe.
Orrie è un aitante detective di bella presenza che induce la gente a raccontargli fatti personali - ma può facilmente montarsi la testa. In Nero Wolfe, difenditi!, dopo che Wolfe assegna a Saul l'onere di insegnare ad Orrie le buone maniere, Archie lo avverte "Se va avanti di questo passo a Orrie verrà un complesso d'inferiorità". Ma anche Archie ha un saltuario battibecco con Orrie, che crede farebbe un'ottima figura alla scrivania di Archie.
Il talento di Orrie è piuttosto scarso rispetto a quello di Archie. Non ha né il genio di Saul nel pedinare, né la sua memoria per i volti, né il suo istinto per una rapida mossa. E mentre è più sveglio di Fred Durkin, Orrie esibisce solo in piccola parte la tenacia di Fred. Ma egli è bello, e Stout gli conferisce dinamiche più complesse di quelle di Saul, o Fred. Le ambiguità nel personaggio di Orrie sono evidenti in Nero Wolfe: invito a un'indagine, dove Wolfe afferma "Dovete sapere che non ho affetto per lui". In Champagne per uno Orrie fa un bel colpo, entrando nell'appartamento di un sospettato e trovando un documento chiave per la soluzione del mistero - un documento che insiste nel voler consegnare personalmente a Wolfe.
Orrie Cather riveste un ruolo negativo nell'ultimo romanzo edito da Rex Stout su Nero Wolfe, Nero Wolfe apre la porta al delitto. Nella vicenda emergono alcuni tratti decisamente compromettenti del giovane investigatore, come la sua gelosia per Archie Goodwin ed il tentativo di sottrargli l'ambito posto di segretario di Wolfe, le sue abitudini di inveterato dongiovanni e, soprattutto, la sua fondamentale inaffidabilità e presunzione. Nel testo si ricorda anche che, in passato, Orrie era stato inquisito dalla polizia perché sospettato di omicidio e che era stato scagionato solo grazie al provvidenziale intervento di Nero Wolfe e dei suoi colleghi (Nero Wolfe: invito a un'indagine). La vicenda ricorda inoltre come egli sia sposato con un'avvenente hostess.
Il nome di Orrie è una delle incongruenze del corpo letterario di Stout. In Nero Wolfe e i ragni d'oro (1953), il negoziante Bernard Levine afferma di aver letto "la licenza di un detective di New York con foto e nome, Orvald Cather". In Nero Wolfe sotto il torchio, Archie telefona in ufficio e Orrie risponde "Residenza di Nero Wolfe. Orville Cather al telefono". Nel tentativo di chiarire il problema il biografo di Rex Stout, John McAleer, chiese all'autore "Non sarà Orrin il nome di Orville Cather?" "Probabilmente", rispose Stout.
Nella serie televisiva del 1969 il personaggio viene chiamato Orrie Carter anziché Cather.